# KAエスマ文庫
KAエスマ文庫（ケーエーエスマぶんこ）は、京都アニメーションが発行する文庫レーベル。
エスマ (esuma) はイタリア語で発掘する・発見するなどの意味を持つ動詞。

## 概要
第1弾は2011年6月1日に発売された、『中二病でも恋がしたい!』と『夕焼け灯台の秘密』。
『中二病でも恋がしたい!』は第1回京都アニメーション大賞奨励賞受賞作。『夕焼け灯台の秘密』は京都アニメーションのウェブマガジン京アニBON!の連載作品。
ISBNは付いているが流通経路は一般の書籍とは違い、京都アニメーション作品のグッズを扱う直営の「京アニショップ!」の店舗及びオンラインストア、アニメイトなどの京都アニメーショングッズ取扱店が中心で、書店での販売は文教堂など一部にとどまり、アマゾンなどのネット書店では取り扱っていない。
出版においては、京都アニメーションのスタッフと担当作家の打ち合わせによる編集作業が入る。また、入選した作品の多くは京都アニメーションによりアニメ化されるが、アニメオリジナルキャラクターを複数追加する等、内容を大幅に改変されることが多い。

## 来歴
- 2009年10月2日 - 第1回京都アニメーション大賞を開催。
- 2010年
  - 4月22日（?） - 第1回京都アニメーション大賞結果発表。小説部門で『中二病でも恋がしたい!』、『お屋敷とコッペリア』他、全5作が奨励賞を受賞。
  - 12月31日（?） - 『中二病でも恋がしたい!』の文庫化が決定。
- 2011年
  - 1月21日 - 『中二病でも恋がしたい!』の公式サイトが公開。
  - 3月9日 - 『夕焼け灯台の秘密』公式サイト公開。
  - 5月25日 - 『中二病でも恋がしたい!』と『夕焼け灯台の秘密』の発売日が6月1日に決定[1]。
  - 6月1日 - 『中二病でも恋がしたい!』、『夕焼け灯台の秘密』が発売[2]。
  - 8月26日 - 12月にKAエスマ文庫第2弾が3作品発売予定と発表。
  - 9月16日 - KAエスマ文庫編集部の公式Twitterが開始。
  - 9月22日 - 『お屋敷とコッペリア』の公式サイト公開。
  - 10月28日 - 『中二病でも恋がしたい!』第2巻発売決定。
  - 12月28日 - KAエスマ文庫第2弾が2作品発売。『中二病でも恋がしたい!』のアニメ化が発表。『中二病でも恋がしたい!』第2巻と『お屋敷とコッペリア』が発売。
- 2012年
  - 5月21日 - アニメ氷菓のCM枠で『境界の彼方』のアニメーション映像が流れる。
  - 6月9日 - 『境界の彼方』が発売。
  - 10月 - 初のテレビアニメ作品である『中二病でも恋がしたい!』が開始。
- 2013年
  - 4月3日 - 『境界の彼方』のアニメ化が発表。
  - 4月8日 - 『たまこまーけっと』と『境界の彼方』第2巻が発売。
  - 6月14日 - テレビアニメ『Free!』の原案『ハイ☆スピード!』発売決定。
  - 10月2日 - 『境界の彼方』第3巻が発売。
  - 12月20日 - 第4回京都アニメーション大賞小説部門奨励賞受賞作品『無彩限のファントム・ワールド』発売。
- 2014年
  - 3月17日 - 『中二病でも恋がしたい!』第3巻発売決定。
  - 7月2日 - 『たまこラブストーリー』と『ハイ☆スピード!』第2巻が発売。
- 2015年
  - 10月30日 - 『無彩限のファントム・ワールド』第2巻と『ロボット・ハート・アップデート サンタクロースの友達』が発売｡
  - 12月25日 - 『ヴァイオレット･エヴァーガーデン』上巻が発売｡
- 2016年
  - 2月17日 - 『無彩限のファントム・ワールド』第3巻が発売。

## 作品一覧
| タイトル                                         | 著者         | イラスト           | 巻数 | 備考                                                                                  |
| ------------------------------------------------ | ------------ | ------------------ | ---- | ------------------------------------------------------------------------------------- |
| 中二病でも恋がしたい!                            | 虎虎         | 逢坂望美           | 4    | 第1回京都アニメーション大賞小説部門奨励賞受賞作。KAエスマ文庫初のテレビアニメ化作品。 |
| 夕焼け灯台の秘密                                 | 志茂文彦     | 門脇未来           | 1    | 京アニBON!の連載作品に加筆修正を加え、後日談を書き下ろし収録。                        |
| お屋敷とコッペリア                               | 一之瀬六樹   | 北村絵美           | 1    | KAエスマ文庫第2弾。第1回京都アニメーション大賞小説部門奨励賞受賞作。                  |
| 境界の彼方                                       | 鳥居なごむ   | 鴨居知世           | 3    | 第2回京都アニメーション大賞小説部門奨励賞受賞作。                                     |
| たまこまーけっと/たまこラブストーリー ノベライズ | 一之瀬六樹   | 堀口悠紀子         | 2    | 同名オリジナルテレビアニメ作品のノベライズ。 第2巻は映画のノベライズ版として発売。    |
| ハイ☆スピード!                                   | おおじこうじ | 西屋太志           | 2    | 第2回京都アニメーション大賞小説部門奨励賞受賞作。テレビアニメ『Free!』の原案。        |
| 無彩限のファントム・ワールド                     | 秦野宗一郎   | しらび             | 3    | 第4回京都アニメーション大賞小説部門奨励賞受賞作。                                     |
| ロボット・ハート・アップデート                   | 門倉みさき   | 角田有希           | 3    | 第5回京都アニメーション大賞小説部門奨励賞受賞作。                                     |
| ヴァイオレット・エヴァーガーデン                 | 暁佳奈       | 高瀬亜貴子         | 4    | 第5回京都アニメーション大賞大賞受賞作。                                               |
| まんざいせんか                                   | 宮来あじ     | namo               | 1    | 第4回京都アニメーション大賞小説部門奨励賞受賞作。                                     |
| ツルネ -風舞高校弓道部-                          | 綾野ことこ   | 森本ちなつ         | 3    | 第7回京都アニメーション大賞小説部門審査員特別賞受賞作。                               |
| この星空には君が足りない！                       | 有丈ほえる   | マボロシ           | 2    | 第7回京都アニメーション大賞小説部門審査員特別賞受賞作。                               |
| 二十世紀電氣目録                                 | 結城弘       | 池田和美           | 1    | 第8回京都アニメーション大賞長編小説部門奨励賞受賞作。                                 |
| モボモガ                                         | 結城弘       | しらび             | 1    |                                                                                       |
| 時間                                             | 鏡はな       | やなぎ楓           | 1    | 第10回京都アニメーション大賞小説部門奨励賞受賞作。                                    |
| 典薬寮の魔女                                     | 橘悠馬       | 遠田志帆           | 1    | 第10回京都アニメーション大賞小説部門KAエスマ文庫特別賞受賞作。                        |
| サクラの降る町                                   | 小川晴央     | フライ             | 2    | 第10回京都アニメーション大賞小説部門KAエスマ文庫特別賞受賞作。                        |
| 海姫マレ                                         | 西川昌志     | 高瀬亜貴子         | 1    | KAエスマ文庫10周年記念作品                                                            |
| 中天の船影――アスペリタス号の飛行船乗りたち       | 橘悠馬       | 原島彩帆           | 1    |                                                                                       |
| MOON FIGHTERS!                                   | 賀東招二     | 京都アニメーション | 1    | キャラクターデザイン：丸木宣明                                                        |
| 草原の輝き                                       | 吉田玲子     | 堀口悠紀子         | 1    |                                                                                       |

## 映像化作品
全て京都アニメーションによる制作。
| 作品                                       | 放送年          | 備考                                                                |
| ------------------------------------------ | --------------- | ------------------------------------------------------------------- |
| 中二病でも恋がしたい!（アニメ）            | 2012年（第1期） | 映画（小鳥遊六花・改）：2013年公開 映画（-Take On Me-）：2018年公開 |
| 中二病でも恋がしたい!（アニメ）            | 2014年（第2期） | 映画（小鳥遊六花・改）：2013年公開 映画（-Take On Me-）：2018年公開 |
| 境界の彼方                                 | 2013年          | 映画：2015年公開                                                    |
| 無彩限のファントム・ワールド               | 2016年          |                                                                     |
| ヴァイオレット・エヴァーガーデン（アニメ） | 2018年          | 映画（外伝）：2019年公開 映画（劇場版）：2020年公開                 |
| ツルネ -風舞高校弓道部-                    | 2018年（第1期） | 映画：2022年公開                                                    |
| ツルネ -風舞高校弓道部-                    | 2023年（第2期） | 映画：2022年公開                                                    |
| 二十世紀電氣目録                           | 未公表          |                                                                     |